# Amerton
Amerton – wieś w Anglii, w hrabstwie Staffordshire. Leży 9 km na północny wschód od miasta Stafford i 196 km na północny zachód od Londynu.